# Xolmis salinarum

O  Xolmis salinarum  é uma espécie de ave da família Tyrannidae . É endêmico da Argentina .Uma de suas maiores ameaças é a perda de habitat .